# クィーン・エマ橋
クィーン・エマ橋（オランダ語: Koningin Emmabrug）は、キュラソー、ウィレムスタットのセント・アナ湾にかかるポンツーン橋である。この橋はプンダ地区とオトロバンダ地区を結んでいる。この橋はヒンジにより結ばれており、船舶を通すために開閉される。世界遺産「キュラソー島の港町ウィレムスタット市内の歴史地区」の対象地区に含まれている。